# Adâncurile cerului
Adâncurile cerului (1999) (titlu original A Deepness in the Sky) este un roman science fiction scris de Vernor Vinge, câștigător al premiului Hugo. Publicat în 1999, romanul este un fel de preludiu al cărții din 1992 Foc în adânc, acțiunea desfășurându-se cu douăzeci de mii de ani înainte. Titlul este adus în discuție de unul dintre personajele principale, ca referire la obiceiul speciei sale de a hiberna și la vastitatea spațiului.

## Cadru
Acțiunea începe cu descoperirea unei speci extraterestre inteligente pe o planetă aflată pe orbită în jurul unei stele fluctuante care, timp de 215 ani din 250, nu emite aproape deloc energie. În timpul acestei perioade planeta îngheață, iar fauna sa hibernează. Locuitorii planetei, numiți de oameni "păianjeni" din cauza asemănării lor cu arahnidele, au atins un nivel de dezvoltare tehnologică similar omenirii de la începutul secolului XX, deși oamenii cred că au fost, demult, capabili de zboruri cosmice. Dacă acest lucru se dovedește a fi adevărat, atunci cei care iau primii legătura cu extratereștri pot avea acces la recompense inimaginabile. Într-un mileniu de călătorii spațiale, oamenii au mai luat contact doar cu o singură specie extraterestră inteligentă (dar non-tehnologică). Două grupuri umane lansează expediții către lumea păianjenilor: Qeng Ho (pronunțat "Ceng Ho" și numit după exploratorul Zheng He) - comercianți care au dezvoltat o cultură interstelară comună pentru omenire - și emergenții - civilizație autoritaristă care ține mințile umane în stare de sclavie și care doar de curând a ieșit dintr-o epocă întunecată.

## Intriga
Qeng Ho ajung la steaua fluctuantă cu puțin timp înaintea flotei emergenților și cu câțiva ani înaintea aprinderii stelei, moment care coincide cu "trezirea" civilizației păianjenilor. O recepție ținută de emergenți este folosită pentru a-i infecta pe Qeng Ho cu un virus mental programat. Înainte ca acesta să își facă efectul, emergenții organizează o ambuscadă.
În timpul acestor evenimente se dezvoltă o poveste paralelă a păianjenilor, prin intermediul experienței unui mic grup progresist. Lupta lui împotriva ignoranței, a tradițiilor care vor deveni irelevante, e pigmentată cu descrieri și nomenclaturi ciudate, similare celor umane, care prefigurează unele acțiuni importante de la sfârșitul istorisirii.
Deasupra planetei, după o luptă strânsă, emergenții îi subjugă pe Qeng Ho, dar pierderile ambelor tabere le forțează să adopte așa numita "strategie Lurker", prin care monitorizează și ajută dezvoltarea tehnologică a păianjenilor, așteptând până când aceștia își vor construi imensa infrastructură și bază tehnologică de care au nevoie vizitatorii pentru a-și repara navele.
Virusul mental s-a manifestat inițial pe planeta de baștină a emergenților sub forma unei plăgi devastatoare, care a fost ulterior controlată și transformată în armă și unealtă de dominare mentală. Cultura emergentă folosește virusul pentru a elibera o neurotoxină într-o anumită porțiune a creierului, inducând obsesia unei singure idei sau specializări, numită focalizare, care transformă oamenii în muncitori strălucitori. Mulți Qeng Ho devin focalizați împotriva voinței lor, restul populației fiind ținut sub observație de către emergenți. Cultura speculantă Qeng Ho reușește să dilueze pas cu pas acest regim totalitar, arătându-le emergenților anumite avantaje ale comerțului liber; cele două culturi umane se contopesc în bună măsură de-a lungul decadelor de cooperare forțată.
Pham Nuwen, fondatorul culturii comerciale Qeng Ho, trăiește la bordul flotei sub un nume fals, Pham Trinli, pozând într-un fanfaron bătrân. El reușeșete să submineze regimul opresiv al emergenților printr-o serie de acțiuni riscante. În timp ce își țese intrigile, începe să admire tehnologia focalizării, pe care se gândește să o utilizeze în planurile sale privind viitorul flotei.
Planul de a smulge controlul din mâna emergenților necesită, totuși, cooperarea unui tânăr care - datorită circumstanțelor - a devenit 'conducătorul flotei' Qeng Ho.  Poziția sa de ofițer unic de legătură între Qeng Ho și emergenți îl aduce la disperare. El accepă oferta lui Pham Nuwen de a i se alătura în complotul contra emergenților ca mod de a-și recâștiga demnitatea și de a se răzbuna. Dar înțelegerea ambiției lui Pham de a folosi tehnologia focalizării în Qeng Ho duce la o confruntare între cei doi.
Ajungând la o înțelegere, cei doi împiedică momentul critic în care emergenții intenționează să provoace un război atomic pe lumea păianjenilor, pentru a prelua puterea. Sabotând sistemul de conducere al emergenților, cu noroc și ambiție, ei înfrâng clasa emergenților.
Flota combinată emergentă/Qeng Ho negociază acum cu civilizația păianjenilor ca partener de afaceri. Pham anunță planul său de a elibera toți focalizații din întreaga civilizație emergentă și, în caz că ar supraviețui acestui lucru, să pornească spre centrul galaxiei pentru a găsi sursa stelei fluctuante și a ciudatei tehnologii care o însoțește. Istoria acestei căutări este povestită pe scurt în Foc în adânc. Acest din urmă roman arată cum Pham a greșit în identificarea centrului galaxiei ca sursă a artefactelor, deoarece zonele extra-galactice sunt cele care posedă o tehnologie mai sofisticată.

## Elemente notabile

### Cultura interstelară
Cartea discută unele dintre problemele puse de menținerea unei culturi comerciale interstelare fără a avea la dispoziție călătoria cu viteză superluminică sau comunicațiile superluminice. Amănuntele privind măsurarea timpului furnizează un concept interesant: Qeng Ho măsoară timpul folosind secundele, noțiunile de zi, lună și an fiind nefolositoare între diferitele sisteme stelare. Sistemul de măsurare a timpului include termeni cum ar fi kilosecundele și megasecundele. O caracteristică interesantă a sistemului de computere și de cuantificare a timpului o constituie „arheologii programatori": Qeng Ho au programe și sisteme computerizate care se au început cu milenii în urmă, de pe vremea programelor Unix (așa cum se sugerează într-un pasaj care menționează că sistemul fundamental de cuantificare a timpului este cel al epocii Unix-ului, fiind păstrat pentru compatibilitate). Imensa acumulare de date implică faptul că aproape orice program pe care îl caută cineva există deja în biblioteca flotei Qeng Ho, de aici născându-se nevoia pentru arheologi de computere care să sape după programele dorite, să lucreze la particularitățile și problemele lor și să le asambleze în produse finite folositoare.

### Localizatoarele
În această operă, Vinge introduce în seria sa de concepte science fiction "localizatoarele". Acestea sunt dispozitive mici care conțin un procesor simplu, senzori și comunicație pe rază scurtă. Vinge explorează modul în care această plasă de dispozitive poate fi folosită pentru un control inteligent în moduri diferite de tradiționala rețea de calculatoare.

### Legături cuFoc în adânc
Există doar o singură legătură concretă între Adâncurile cerului și Foc în adânc: personajul Pham Nuwen, care apare în ambele cărți. Se fac anumite aluzii la Zonele Gânditoare din Foc: acțiunea se desfășoară în Zona Lentă, deși Vinge nu explică legăturile, iar personajele nu au habar despre existența zonelor. Comportamentul inexplicabil și ciudat al stelei, neobișnuitul sistem stelar (cu o singură planetă și câteva diamante sub formă de asteroizi) și descoperirea "minelor de cavorit" de pe planetă indică originea Transcendentă a sistemului, care se îndepărtează de Adâncurile Negânditoare. Personajele lui Vinge emit ipoteza că păianjenii sunt descendenții unei civilizații de pe o veche stea îndepărtată, materialul antigravitațional și celelate artefacte stranii fiind legate de acea civilizație.

## Premii și nominalizări
- Premiul Nebula: nominalizat pentru "Cel mai bun roman", 1999[2]
- Premiul Hugo: câștigător la secțiunea "Cel mai bun roman", 2000[1]
- Premiul Prometheus: câștigător la secțiunea "Cel mai bun science fiction libertarian", 2000
- Premiul memorial John W. Campbell, câștigător, 2000[1]
- Premiul Arthur C. Clarke: nominalizat, 2000[1]
- Premiul Locus: nominalizat, 2000[1]

Aceste premii fac din Adâncurile cerului unul dintre cele mai apreciate romane science fiction din istoria recentă.

## Vezi și
- 1999 în științifico-fantastic